# 東京アニメアワード
東京アニメアワード（とうきょうアニメアワード）は、東京アニメアワードフェスティバル実行委員会と一般社団法人日本動画協会が主催するアニメーションに関する賞である。

## 概要と歴史
過去1年間に制作されたアニメ作品やアニメ関係者を分野別に表彰するものとして2002年に誕生（この名称が付けられたのは2005年度から）。2013年までは東京国際アニメフェア内で開催されていた。2014年からは東京国際アニメフェアがアニメ コンテンツ エキスポと統合、AnimeJapanとして開催されるのを受けて、東京国際アニメフェアから分離し、従来までのアワードを継承・発展させた国際アニメーション映画祭「東京アニメアワードフェスティバル」として、2016年までは東京・日本橋にて、2017年からは東京・池袋にて開催されている。
現在は、未興行作品を対象とする長編・短編コンペティション部門、TV放映もしくは劇場公開された作品を対象とするアニメ オブ ザ イヤー部門（作品賞、個人賞、アニメファン賞）、功労部門がある。
なお、長編アニメーション作品の国際コンペティション専門部門が設置されているのは、日本ではこの東京アニメアワードフェスティバルのみ。

## 過去の受賞作品

### アニメーション オブ ザ イヤー
- 2002年（アカデミー部門グランプリ）：『千と千尋の神隠し』
- 2003年：『花田少年史』、『千年女優』、『戦闘妖精雪風』[注釈 1]
- 2004年：『機動戦士ガンダムSEED』
- 2005年：『ハウルの動く城』
- 2006年：『劇場版 鋼の錬金術師 シャンバラを征く者』
- 2007年：『時をかける少女』
- 2008年：『ヱヴァンゲリヲン新劇場版:序』
- 2009年：『崖の上のポニョ』
- 2010年：『サマーウォーズ』
- 2011年：『借りぐらしのアリエッティ』
- 2012年：『コクリコ坂から』
- 2013年：『おおかみこどもの雨と雪』
- 2014年：『風立ちぬ』、『進撃の巨人』[注釈 2]
- 2015年：『アナと雪の女王』、『ピンポン THE ANIMATION』
- 2016年：『ラブライブ!The School Idol Movie』、『SHIROBAKO』[1]
- 2017年：『映画 聲の形』、『ユーリ!!! on ICE』
- 2018年：『この世界の片隅に』、『けものフレンズ』
- 2019年：『名探偵コナン ゼロの執行人』、『ゾンビランドサガ』
- 2020年：『天気の子』、『鬼滅の刃』
- 2021年：『劇場版 ヴァイオレット・エヴァーガーデン』、『映像研には手を出すな!』
- 2022年：『シン・エヴァンゲリオン劇場版』、『呪術廻戦』
- 2023年：『ONE PIECE FILM RED』、『SPY×FAMILY』
- 2024年：『THE FIRST SLAM DUNK』、『【推しの子】』
- 2025年：『ルックバック』、『葬送のフリーレン』

### 公募作品グランプリ
（2004年制定）
- 2004年：『Africa a.F.r.I.c.A』（ハン・テンホ）
- 2005年：『鬼』（細川晋）
- 2006年：『ふくをきたカラス』（海老澤和夫）
- 2007年：『Flutter』（Howie Shia）
- 2008年：『Adventures in the NPM』（Helen Huang）
- 2009年：『Descendants』（Heiko Van der Schem）
- 2010年：『TOKYOファンタジア』（G9+1）
- 2011年：『Trois Petits Points』（Alice DIEUDONNE）
- 2012年：『Pig Sale』（Chen Xifeng）
- 2013年：『Time of Cherry Blossoms』（蔡旭晟）
- 2014年：『コングレス未来学会議』（アリ・フォルマン）、『Lettres de femmes』（オーギュスト・サノヴェッロ）[注釈 3]
- 2015年：『Song of the Sea』（トム・ムーア）、『Mi ne mozem zhit bez kosmosa』（コンスタンティン・ブロンジェット）
- 2016年：『TOUT EN HAUT DU MONDE』（Rémy Chayé）、『Off Belay』（Mataić Siniša）[2]
- 2017年：『The Girl Without Hands』（Sébastien Laudenbach）、『Of Shadows and Wings…』（Elice Meng and Eleonora Marinoni）

## 各年度

### 2002年
- 優秀作品賞
  - テレビ番組部門：『犬夜叉』、『おジャ魔女どれみ#』、『ヒカルの碁』、『フルーツバスケット』、『ONE PIECE』
  - 劇場映画部門：『アリーテ姫』、『千と千尋の神隠し』、『メトロポリス』
  - オリジナルアニメーション部門：『アニメーション制作進行くろみちゃん』
- 個人賞（左から、テレビ番組部門・劇場映画部門 の順）
  - 監督賞：大地丙太郎、宮崎駿
  - 脚本賞（シリーズ構成）：山田隆司、宮崎駿
  - ベストキャラクター賞（キャラクターデザイン）：須藤晶朋、宮崎駿
  - ベストキャラクター賞（声優）：間宮くるみ、柊瑠美
  - 美術賞：池田祐二、武重洋二
  - 音楽賞：田中公平、久石譲

### 2003年
2003年、2004年の個人賞は公式には代表作品が表記されていないが開催年に制作された作品を表記した。
- 最優秀作品賞
  - テレビ部門：『花田少年史』
  - 劇場映画部門：『千年女優』
  - オリジナルビデオ部門：『戦闘妖精雪風』
  - 海外劇場部門：『モンスターズ・インク』
- 優秀作品賞
  - テレビ部門：『犬夜叉』（2回目）、『OVERMANキングゲイナー』
  - 劇場映画部門：『猫の恩返し』、『クレヨンしんちゃん 嵐を呼ぶ アッパレ!戦国大合戦』
  - オリジナルビデオ部門：『ルパン三世 生きていた魔術師』、『ジョジョの奇妙な冒険』
  - 海外劇場部門：『アトランティス 失われた帝国』、『アイス・エイジ』
- 個人賞
  - 監督賞：原恵一『クレヨンしんちゃん 嵐を呼ぶ アッパレ!戦国大合戦』
  - 脚本賞：大河内一楼『OVERMANキングゲイナー』
  - 美術賞：池信孝『千年女優』
  - キャラクターデザイン賞：藤島康介『サクラ大戦』
  - 声優賞：山口勝平『犬夜叉』（犬夜叉）
  - 音楽賞：菅野よう子『攻殻機動隊 STAND ALONE COMPLEX』

### 2004年
2003年、2004年の個人賞は公式には代表作品が表記されていないが開催年に制作された作品を表記した。
- アニメーション オブ ザ イヤー：『機動戦士ガンダムSEED』
- 優秀作品賞
  - テレビ部門：『ASTRO BOY 鉄腕アトム』、『機動戦士ガンダムSEED』、『鋼の錬金術師』
  - 劇場映画部門：『東京ゴッドファーザーズ』、『茄子 アンダルシアの夏』
  - オリジナルビデオ部門：『ANIMATRIX』、『マクロス ゼロ』
  - 海外劇場部門：『リロ・アンド・スティッチ』
- 個人賞
  - 監督賞：今敏『東京ゴッドファーザーズ』
  - 脚本賞：會川昇『鋼の錬金術師』
  - 美術賞：池信孝（2回目）『東京ゴッドファーザーズ』
  - キャラクターデザイン賞：平井久司『機動戦士ガンダムSEED』
  - 声優賞：朴璐美『鋼の錬金術師』（エドワード・エルリック）
  - 音楽賞：菅野よう子（2回目）

### 2005年
- アニメーション オブ ザ イヤー：『ハウルの動く城』
- 優秀作品賞
  - テレビ部門：『巌窟王』、『ケロロ軍曹』、『ふたりはプリキュア』
  - 劇場映画部門：『イノセンス』、『スチームボーイ』
  - オリジナルビデオ部門：『アニメーション制作進行くろみちゃん 日本のアニメは私が作る!2』、『トップをねらえ2!』
  - 海外劇場部門：『ファインディング・ニモ』
- 個人部門
  - 監督賞：宮崎駿（2回目）『ハウルの動く城』
  - 原作賞（2005年制定）：士郎正宗『イノセンス』
  - 脚本賞：押井守『イノセンス』
  - 美術賞：木村真二『スチームボーイ』
  - キャラクターデザイン賞：沖浦啓之『イノセンス』
  - 声優賞：倍賞千恵子『ハウルの動く城』（ソフィー）
  - 音楽賞：久石譲（2回目）『ハウルの動く城』
- 特別功労賞（第1回）
  - 草創期のパイオニア
    - 幸内純一
    - 北山清太郎
    - 下川凹天
    - 村田安司
    - 山本早苗
    - 政岡憲三
    - 大藤信郎
    - 横山光輝
    - 横山隆一
    - 森やすじ

  - プロダクションの設立者
    - 大川博 - 東映アニメーション設立
    - 鷺巣富雄 - ピー・プロダクション設立
    - 藤岡豊 - 東京ムービー設立
    - 手塚治虫 - 虫プロダクション設立
    - 吉田竜夫 - 竜の子プロダクション（現・タツノコプロ）設立

  - 原作者
    - 長谷川町子
    - 藤子・F・不二雄
    - 横山光輝
    - 梶原一騎
    - 石ノ森章太郎

### 2006年
- アニメーション オブ ザ イヤー：『劇場版 鋼の錬金術師 シャンバラを征く者』
- 優秀作品賞
  - テレビ部門：『交響詩篇エウレカセブン』、『ブラック・ジャック』、『蟲師』
  - 劇場映画部門：『名探偵コナン 水平線上の陰謀（ストラテジー）』、『機動戦士Ζガンダム -星を継ぐ者-』
  - オリジナルビデオ部門：『鴉 -KARAS-』、『戦闘妖精雪風』（2回目）
  - 海外劇場部門：『Mr.インクレディブル』
- 個人部門
  - 監督賞：富野由悠季『機動戦士Ζガンダム -星を継ぐ者-』
  - 原作賞：荒川弘『鋼の錬金術師』
  - 脚本賞：佐藤大『交響詩篇エウレカセブン』
  - 美術賞：脇威志『蟲師』
  - キャラクターデザイン賞：吉田健一『交響詩篇エウレカセブン』
  - 声優賞：大塚明夫『ブラック・ジャック』（ブラック・ジャック）
  - 音楽賞：大島ミチル『鋼の錬金術師』
- マイベストアニメ：『新世紀エヴァンゲリオン』
- 特別功労賞（第2回）
  - 制作者
    - 藪下泰司
    - 瀬尾光世
    - 久里洋二
    - 岡本忠成
    - 木下蓮三

  - プロダクションの設立者
    - 楠部大吉郎 - シンエイ動画設立

  - 「音」のパイオニア
    - 宇野誠一郎
    - 井上ひさし
    - 山元護久
    - 清水マリ
    - 上高田少年合唱団

### 2007年
- アニメーション オブ ザ イヤー：『時をかける少女』
- 優秀作品賞
  - テレビ部門：『コードギアス 反逆のルルーシュ』、『涼宮ハルヒの憂鬱』、『DEATH NOTE』
  - 劇場映画部門：『パプリカ』、『あらしのよるに』
  - オリジナルビデオ部門：『トップをねらえ2! DIEBUSTER』、『FREEDOM』
  - 海外劇場部門：『カーズ』
- 個人部門
  - 監督賞：細田守『時をかける少女』
  - 脚本賞：奥寺佐渡子『時をかける少女』
  - 原作賞：筒井康隆『時をかける少女』
  - 美術賞：山本二三『時をかける少女』
  - キャラクターデザイン賞：貞本義行『時をかける少女』
  - 声優賞：平野綾『涼宮ハルヒの憂鬱』
  - 音楽賞：平沢進『パプリカ』
- 公募作品（一般部門）
  - 優秀作品賞：『うんぴつ』（山路直樹）、『東京リベンジ』（日高亜矢）、『RUNNINGMAN』（児玉徹郎）
  - 特別賞：『記憶』（湯浅康生）、『kuromame the magic wand』（斉藤栄子）
  - 企業賞（TOKYO MX賞）：『かにねずみ』（藤原智樹）
  - 企業賞（東京ビッグサイト賞）：『SALADIN THE MOVIE Trailer』（Adam Ham）
  - 企業賞（日経エンタテインメント!賞）：『FULL Moon Party』（椙本晃佑）
- 公募作品（学生部門）
  - 優秀作品賞：『トキヲの兄弟』（上乗直子）、優秀作品賞：『ドルタプ物語』（許琮）
  - 企業賞（TOKYO MX賞）：『喫茶店ロプノール外伝 愛子ファイティン』（ふぎふぎ本舗、専門学校九州ビジュアルアーツ）
- 功労賞（第3回）
  - 荒井和五郎
  - 熊川正雄
  - 古沢日出夫
  - 大工原章
  - 今田智憲
  - 芹川有吾
  - 小山禮司
  - 椋尾篁
  - 川本喜八郎
  - 辻真先
  - 坂本雄作
  - 村田耕一
  - ドラえもん（旧）声優チーム（大山のぶ代、小原乃梨子、野村道子、肝付兼太、たてかべ和也）

### 2008年
- アニメーション オブ ザ イヤー：『ヱヴァンゲリヲン新劇場版:序』
- 優秀賞
  - テレビ部門：『電脳コイル』、『天元突破グレンラガン』
  - OVA部門：『茄子 スーツケースの渡り鳥』
  - 国内劇場部門：『河童のクゥと夏休み』
  - 海外劇場部門：『レミーのおいしいレストラン』
- 個人賞
  - 原作賞：松本大洋『鉄コン筋クリート』
  - 監督賞：庵野秀明『ヱヴァンゲリヲン新劇場版:序』
  - 脚本賞：原恵一『河童のクゥと夏休み』
  - キャラクターデザイン賞：錦織敦史『天元突破グレンラガン』
  - 美術賞：木村真二『鉄コン筋クリート』
  - 音楽賞：菅野よう子（3回目）『劇場版アクエリオン』
  - 声優賞：宮野真守『機動戦士ガンダム00』、『DEATH NOTE』
- 公募作品（一般部門）
  - 優秀作品賞：『Ark』（Grzegorz Jonkajtys）、『The Lost Puppet』（moin samadi）
  - 特別賞：『Christmas in Taxi』（Young-kwang Jo）
  - 企業賞（A・I・I賞）：『コルボッコロ』（糸曽賢志）
  - 企業賞（東京ビッグサイト賞）：『ラブ・ローラコースター』（堀江弘昌）
  - 企業賞（日経エンタテインメント!賞）：『BLOCK MAN』（村越陽平）
  - 企業賞（TOKYO MX賞）：『JIRO AND MIU』（仁藤潤）
- 公募作品（学生部門）
  - 優秀作品賞：『THE CLOCKWORK CITY』（加藤隆）、『BistRobot』（Alexandre MARCHAND）
- 功労賞（第4回）
  - 村田英憲 - エイケン設立者
  - やなせたかし
  - 鳥海尽三
  - 大塚康生
  - 清水達正 - 東京アニメーションフィルム（アニメフィルムの前身）設立者
  - 田代敦巳 - グループ・タック設立者
  - 渡辺岳夫
  - コロムビアミュージックエンタテインメント株式会社
  - 太陽色彩株式会社

### 2009年
- アニメーション オブ ザ イヤー：『崖の上のポニョ』
- 優秀賞
  - テレビ部門：『マクロスF』、『コードギアス 反逆のルルーシュR2』
  - OVA部門：『デトロイト・メタル・シティ』
  - 国内劇場部門：『崖の上のポニョ』
  - 海外劇場部門：『カンフー・パンダ』
- 個人賞
  - 原作賞：宮崎駿『崖の上のポニョ』
  - 監督賞：宮崎駿（3回目）『崖の上のポニョ』
  - 脚本賞：大河内一楼（2回目）『コードギアス 反逆のルルーシュR2』
  - キャラクターデザイン賞：西尾鉄也『スカイ・クロラ』
  - 美術賞：吉田昇『崖の上のポニョ』
  - 音楽賞：菅野よう子（4回目）『マクロスF』
  - 声優賞：福山潤『コードギアス 反逆のルルーシュR2』
- 公募作品（一般部門）
  - グランプリ：『Descendants』（Heiko Van der Schem）
  - 優秀作品賞：『Monster Coins』（Yang Vance）、『赤い森の歌』（泉原昭人）
  - 特別賞：『コルネリス』（中田彩郁）
  - 企業賞（TOKYO MX賞）：『まっくららんどのホネイヌくん』（加藤タカ）
  - 企業賞（東京ビッグサイト賞）：『スケッチブック 華屋八兵衛ノ巻』（高橋紀乃）
- 公募作品（学生部門）
  - 優秀作品賞：『ツクモノキモチ』（宮崎秀輝）、『The Switch』（Deepak Zachariah Mathew）
- 功労賞（第5回）
  - プロデューサー：別所孝治
  - 原作者：赤塚不二夫、藤子不二雄A
  - 監督：笹川ひろし
  - キャラクターデザイン・作画監督：小松原一男
  - 美術監督：小林七郎
  - 作曲家：高井達雄
  - 音響効果：大野松雄
  - 声優：八奈見乗児

### 2010年
- アニメーション オブ ザ イヤー：『サマーウォーズ』
- 優秀賞
  - テレビ部門：『けいおん!』、『東のエデン』
  - OVA部門：『イヴの時間』
  - 国内劇場部門：『サマーウォーズ』
  - 海外劇場部門：『WALL・E/ウォーリー』
- 個人賞
  - 原作賞：細田守『サマーウォーズ』
  - 監督賞：細田守（2回目）『サマーウォーズ』
  - 脚本賞：奥寺佐渡子（2回目）『サマーウォーズ』
  - キャラクターデザイン賞：貞本義行（2回目）『サマーウォーズ』
  - 美術賞：武重洋二（2回目）『サマーウォーズ』
  - 音楽賞：鷺巣詩郎『ヱヴァンゲリヲン 新劇場版:破』
  - 声優賞：神谷浩史『化物語』
- 公募作品
  - グランプリ：『TOKYOファンタジア』（G9+1）
  - 一般・優秀賞：『the TV show』（椙本晃佑）、『DUST KID』（Jung Yumi）
  - 学生・優秀賞：『Gardien de Phare』（Rony Hotin）、『フミコの告白』（石田祐康）
  - 特別賞：『Urs』（Moritz Mayerhofer）
  - 企業賞（TOKYO MX賞）：『Shoe』（Qian Shi）
  - 企業賞（東京ビッグサイト賞）：『アトミック・ワールド』（今津良樹）
- 功労賞（第6回）
  - プロダクション設立者：岸本吉功 - サンライズ設立
  - プロデューサー：神保まつえ
  - 監督：高畑勲
  - アニメーター・作画監督：小田部羊一、奥山玲子
  - 美術監督：土田勇
  - 音響監督：山崎あきら
  - 声優：加藤精三
  - 編集：古川雅士

### 2011年
- アニメーション オブ ザ イヤー：『借りぐらしのアリエッティ』
- 優秀作品賞
  - テレビ部門：『けいおん!!』、『四畳半神話大系』
  - OVA部門：『機動戦士ガンダムUC』
  - 国内劇場部門：『借りぐらしのアリエッティ』
  - 海外劇場部門：『トイ・ストーリー3』
- 個人賞
  - 監督賞：米林宏昌『借りぐらしのアリエッティ』
  - 脚本賞：丸尾みほ『Colorful』
  - キャラクターデザイン賞：馬越嘉彦『ハートキャッチプリキュア!』
  - 美術賞：武重洋二（3回目）、吉田昇『借りぐらしのアリエッティ』
  - 声優賞：豊崎愛生『けいおん!!』
  - 音楽賞：セシル・コルベル『借りぐらしのアリエッティ』
- 公募作品
  - グランプリ：『Trois Petits Points』（Alice DIEUDONNE）
  - 一般部門優秀作品賞：『Thought of You』（Ryan Woodward）、『フルーティー侍』（田上キミノリ）
  - 学生部門優秀作品賞：『HONG』（黄建楽（Huang Jian le））、『MOBILE』（Verena Fels）
  - 特別賞：『くちゃお』（奥田昌輝）
  - CortoonsItalia2011：『CHILDREN』（岡田拓也）
  - 入選：『farm music』（大桃洋祐）、『ユートピアン』（徳永真利子）
- 功労賞（第7回）
  - 企画・映像プロデューサー：有賀健
  - 脚本：雪室俊一
  - SF考証：小隅黎（本名・柴野拓美）
  - 監督：勝間田具治
  - キャラクターデザイン・作画監督：荒木伸吾
  - 美術監督：浦田又治
  - 録音：神原広巳
  - 編集：千蔵豊
  - 出演：加藤みどり、永井一郎、麻生美代子、貴家堂子 “サザエさん声の出演、41年を越えて”

### 2012年
- アニメーション オブ ザ イヤー：『コクリコ坂から』
- 優秀作品賞
  - テレビ部門：『魔法少女まどか☆マギカ』、『TIGER & BUNNY』
  - 国内劇場映画部門：『コクリコ坂から』
  - 海外劇場映画部門：『塔の上のラプンツェル』
  - OVA部門：『機動戦士ガンダムUC』
- 個人賞
  - 監督賞：新房昭之『魔法少女まどか☆マギカ』
  - 脚本賞：虚淵玄『魔法少女まどか☆マギカ』
  - 美術賞：丹治匠『星を追う子ども』
  - キャラクターデザイン賞：桂正和『TIGER & BUNNY』
  - 声優賞：平田広明『TIGER & BUNNY』
  - 音楽賞：武部聡志『コクリコ坂から』
- 公募作品
  - グランプリ：『Pig Sale』（Chen Xifeng）
  - 優秀作品賞
    - 一般：『DRIPPED』（VERRIER Léo）、『これくらいで歌う』（椙本晃佑）
    - 学生：『おにしめ おたべ』（今林由佳）、『ざりがに』（吉川さゆり・川平美緒）

  - 特別賞：『Happy Anniversary』（cheng teng）
  - 東京ビッグサイト賞：『灯り』（岩永大蔵）
  - Cortoons Italia 2012：『チルリ』（川﨑健司）
  - 入選：『rain town』（石田祐康）、『SpotsSpots』（胡ゆぇんゆぇん）、『やさしいマーチ』（植草航）
- 功労賞（第8回）
  - プロデューサー：九里一平（本名・吉田豊治）
  - 脚本：山崎晴哉
  - 監督：出崎統
  - キャラクターデザイン・作画監督：杉野昭夫
  - 美術監督：中村光毅
  - 撮影監督：吉村次郎
  - 音響効果：柏原満
  - 作曲家：渡辺宙明
  - 声優：野沢雅子

### 2013年
- アニメーション オブ ザ イヤー：『おおかみこどもの雨と雪』
- 優秀作品賞
  - テレビ部門：『黒子のバスケ』、『ソードアート・オンライン』
  - 国内劇場映画部門：『おおかみこどもの雨と雪』
  - 海外劇場映画部門：『タンタンの冒険/ユニコーン号の秘密』
- 個人賞
  - 監督賞：細田守（3回目）『おおかみこどもの雨と雪』
  - 原作賞：川原礫『ソードアート・オンライン』
  - 脚本賞：奥寺佐渡子（3回目）、細田守『おおかみこどもの雨と雪』
  - 美術賞：大野広司『おおかみこどもの雨と雪』『ももへの手紙』
  - キャラクターデザイン賞：貞本義行（3回目）『おおかみこどもの雨と雪』
  - 声優賞：梶裕貴『アクエリオンEVOL』『アクセル・ワールド』
  - 音楽賞：菅野よう子（5回目）『坂道のアポロン』『アクエリオンEVOL』
- 公募作品
  - グランプリ：『Time of Cherry Blossoms』（蔡旭晟）
  - 優秀作品賞
    - 一般：『the Animation Tag Attack』（Bach Christen）、『The Story Of Animation』（David Tart）
    - 学生：『夕化粧』（胡嫄嫄）、『ナーニとナッタ』（青木友香）

  - 特別賞：『Lion Dance』（段雯鍇・馬維佳）
  - 入選：『くつした』（加藤郁夫）、『かくれん坊』（白石慶子）、『婆ちゃの金魚』（岩瀬夏緒里）、『In-Between』（Alice BISSONNET）、『STEWPOT RHAPSODY』（Soizic Mouton,Carlotte Cambon,Stéphanie Mercier,Marion Roussel）
  - 企業賞
    - 東京ビッグサイト賞：『かぞくすいっち』（秦義人）
    - ワーナー・マイカル賞：『Time of Cherry Blossoms』（蔡旭晟）、『The Story Of Animation』（David Tart）
    - モード・フィルム賞：『シャケちゃん』（豊島優海心）
- 功労賞（第9回）
  - プロデューサー：横山賢二
  - 原作者：ちばてつや
  - 脚本家：藤川桂介
  - 監督：石黒昇
  - 原画：羽根章悦
  - 撮影監督：三澤勝治
  - 音響監督：斯波重治
  - 作曲家：菊池俊輔
  - 声優：大平透

### 2014年
- アニメ オブ ザ イヤー部門
  - 劇場公開部門
    - グランプリ：『風立ちぬ』
    - 優秀賞：『劇場版 魔法少女まどか☆マギカ ［新編］叛逆の物語』

  - テレビ部門
    - グランプリ：『進撃の巨人』
    - 優秀賞：『宇宙兄弟』

  - アニメファン賞：『ダンボール戦機WARS』
  - 個人賞
    - 監督賞：荒木哲郎
    - 脚本・オリジナル原作賞：小林靖子、宮崎駿、吉田玲子
    - アニメーター賞：高坂希太郎
    - キャラクターデザイン・メカデザイン賞：すしお
    - 美術監督賞：武重洋二
    - 声優賞：庵野秀明[注釈 4]
    - 音楽賞：澤野弘之
- コンペティション部門
  - 長編コンペティション
    - グランプリ：『コングレス未来学会議』（アリ・フォルマン）
    - 優秀賞：『くまのアーネストおじさんとセレスティーヌ』（パンジャマン・レネール、ヴァンサン・パタール、ステファン・オビエ）

  - 短編コンペティション
    - グランプリ：『Lettres de femmes』（オーギュスト・サノヴェッロ）
    - 優秀賞：『ベティーズ・ブルース』（レミ・ヴァンデニット）、『エアリー・ミー』（久野遥子）

  - 企業部門
    - HERO'S賞：『キツネと小鳥』エヴァン・デルーシェ
    - KLab賞：『アノマリーズ』和田淳
    - DLE賞：『チーム・スピリット』ルイーズ・カリーゼ
- 特別賞（アニメドール）：高畑勲、『アンパンマン』
- 功労部門（第10回）
  - 音響・音響効果：伊藤克己
  - 声優：大塚周夫
  - アニメーター：金田伊功
  - プロダクション設立者：久保進 - 青二プロダクション設立
  - 脚本家：城山昇
  - プロデューサー：忠隈昌
  - 作曲家：冨田勲
  - 原作者：永井豪
  - 人形アニメーター：眞賀里文子
  - 監督：矢吹公郎

### 2015年
- アニメ オブ ザ イヤー部門
  - 劇場公開部門
    - グランプリ：『アナと雪の女王』
    - 優秀賞：『STAND BY ME ドラえもん』

  - テレビ部門
    - グランプリ：『ピンポン THE ANIMATION』
    - 優秀賞：『妖怪ウォッチ』

  - アニメファン賞：『劇場版 TIGER & BUNNY -The Rising-』
  - 個人賞
    - 監督賞：高畑勲
    - 脚本・オリジナル原作賞：花田十輝
    - アニメーター賞：高橋久美子、伊東伸高、田辺修
    - キャラクターデザイン・メカデザイン賞：岸田隆宏
    - 美術監督賞：男鹿和雄
    - 声優賞：小野大輔、内山昂輝
    - 音楽賞：澤野弘之
- コンペティション部門
  - 長編コンペティション部門
    - グランプリ：『Song of the Sea』（トム・ムーア）
    - 優秀賞：『MUNE』（アレクサンドル・ヘボヤン、ブノワ・フィリッポン）

  - 短編コンペティション部門
    - グランプリ：『Mi ne mozem zhit bez kosmosa』（コンスタンティン・ブロンジェット）
    - 優秀賞：『Bang bang!』（デジュリアン・ピサロ）、『Beach Flags』（サラ・サイダン）
    - 審査員特別賞：『My Stuffed Granny』（エフィー・パパ）
    - 観客賞：『七五郎沢の狐』（すぎはらちゅん）
    - HERO'S賞：『夢かもしれない話』（朴美玲）
- 特別賞（アニメドール）：原恵一、『妖怪ウォッチ』[3]
- 功労部門（第11回）
  - 美術監督：井岡雅宏
  - 音響監督：水本完
  - 声優：大竹宏
  - 歌手：ささきいさお
  - アニメーター：吉田忠勝
  - アニメーション作家：月岡貞夫
  - 脚本家：鈴木良武
  - プロデューサー：佐野寿七
  - 作曲家：越部信義
  - 原作者：モンキー・パンチ
  - 監督：平田敏夫

### 2016年
- アニメ オブ ザ イヤー部門[1]
  - 劇場公開部門
    - グランプリ：『ラブライブ!The School Idol Movie』

  - テレビ部門
    - グランプリ：『SHIROBAKO』

  - アニメファン賞：『銀魂』
  - 個人賞
    - 監督賞：藤田陽一
    - 脚本・オリジナル原作賞：松原秀
    - アニメーター賞：久保田誓
    - キャラクターデザイン・メカデザイン賞：浅野直之
- コンペティション部門[2]
  - 長編コンペティション部門
    - グランプリ：『ロング・ウェイ・ノース 地球のてっぺん』（レミ・シャイエ）
    - 優秀賞：『西遊記 ヒーロー・イズ・バック』（田暁鵬）

  - 短編コンペティション部門
    - グランプリ：『Off Belay』（Mataić Siniša）
    - 優秀賞：『Fisherwoman and Tuk Tuk』（Suresh Eriyat）、『息ができない』（木畠彩矢香）
    - SEIKO賞：『The Orchestra』（Mikey Hill）
- 功労部門（第12回）[4]
  - キャラクターデザイナー・監督：芦田豊雄
  - 音響監督：浦上靖夫
  - 声優：太田淑子
  - プロデューサー：島村達雄
  - アニメーター：鈴木伸一
  - 美術構成：橋本潔
  - キャラクターデザイナー・アニメーター：ひこねのりお
  - 歌手：水木一郎
  - 原作者：水木しげる
  - 脚本家：吉田喜昭

### 2017年
- アニメ オブ ザ イヤー部門[5]
  - グランプリ
    - 劇場公開部門：『映画 聲の形』
    - テレビ部門：『ユーリ!!! on ICE』

  - アニメファン賞：『ユーリ!!! on ICE』
  - 個人賞
    - 監督・演出賞：新海誠
    - 原作・脚本賞：吉田玲子
    - アニメーター賞：平松禎史
    - 美術・色彩・映像賞：吉原俊一郎
    - 音響・パフォーマンス賞：澤野弘之
- コンペティション部門[6]
  - 長編部門
    - グランプリ・東京都知事賞：『手を失くした少女』（Sébastien Laudenbach）
    - 優秀賞：『ぼくの名前はズッキーニ』（Claude Barras）

  - 短編部門
    - グランプリ・東京都知事賞：『翼と影を』（Elice Meng and Eleonora Marinoni）
    - 優秀賞：『クモの巣』（Natalia Chernysheva）
    - 豊島区長賞：『杏茸を少々』（Julien Grande）
- 功労部門（第13回）[7]
  - 音響監督：明田川進
  - 監督：池田宏
  - 作画監督：近藤喜文
  - プロデューサー：後藤田純生
  - 美術監督：辻忠直
  - アニメーション作家：古川タク
  - 歌手：前川誉公（陽子）
  - 声優：増山江威子
  - 原作者：松本零士
  - 色彩設計：保田道世

### 2018年
- アニメ オブ ザ イヤー部門[8]
  - グランプリ
    - 劇場公開部門：『この世界の片隅に』
    - テレビ部門：『けものフレンズ』

  - アニメファン賞：『ユーリ!!! on ICE』
  - 個人賞
    - 原作・脚本賞：奈須きのこ
    - 監督・演出賞：たつき
    - アニメーター賞：岸田隆宏
    - 美術・色彩・映像賞：依田伸隆
    - 音響・パフォーマンス賞：梶浦由記
- コンペティション部門[9]
  - 長編部門
    - グランプリ・東京都知事賞：『オン ハピネス ロード（日本語題 幸福路のチー）』（サン・シンイン）
    - 優秀賞：『ハブ ア ナイス デイ』（リュー・ジイェン）

  - 短編部門
    - グランプリ・東京都知事賞：『ネガティブ・スペース』（マックス･ポーター、ルー･クワハタ）
    - 優秀賞：『キャサリン』（ブリット・ローズ）
    - 豊島区長賞：『ちゅんちゅん』（ジャナ・ベクマンベトワ）
- 功労部門（第14回）[10]
  - 歌手：大杉久美子
  - 美術監督：川本征平
  - 声優：小林清志
  - 監督：芝山努
  - 監督：杉井ギサブロー
  - アニメーター：須田正己
  - プロデューサー：高見義雄
  - 脚本家：星山博之
  - 音響監督：本田保則
  - プロダクション設立者：本橋浩一
  - アニメーション史研究者：渡邊泰

### 2019年
- アニメ オブ ザ イヤー部門[11]
  - グランプリ
    - 劇場公開部門：『名探偵コナン ゼロの執行人』
    - テレビ部門：『ゾンビランドサガ』

  - アニメファン賞：『BANANA FISH』
  - 個人賞
    - 原作・脚本賞：花田十輝
    - 監督・演出賞：京極義昭
    - アニメーター賞：刈谷仁美
    - 美術・色彩・映像賞：該当者辞退
    - 音響・パフォーマンス賞：宮野真守
- コンペティション部門[12]
  - 長編部門
    - グランプリ・東京都知事賞：『アナザー デイ オブ ライフ』（ラウル・デ・ラ・フエンテ、ダミアン・ネノウ）
    - 優秀賞：『パチャママ』（ファン・アンティン）

  - 短編部門
    - グランプリ・東京都知事賞：『花咲く道 11歳』（ニンケ・ドゥーツ）
    - 優秀賞：『聖者の機械6 - 前へ進め』（ジョジー・マリス）
    - 豊島区長賞：『黄昏のクインテット（五重奏）』（ジエ・ウォン）
- 功労部門（第15回）[13]
  - キャラクターデザイナー：大河原邦男
  - アニメーター：小林治
  - 脚本家：酒井あきよし
  - 声優：杉山佳寿子
  - プロデューサー：高橋茂人
  - 撮影監督：高橋宏固
  - 監督：鳥海永行
  - アニメーター：二宮常雄
  - 脚本家：深沢一夫
  - 歌手：堀江美都子

### 2020年
- アニメ オブ ザ イヤー部門
  - グランプリ
    - 劇場映画部門：『天気の子』
    - テレビ部門：『鬼滅の刃』

  - アニメファン賞：『劇場版 うたの☆プリンスさまっ♪ マジLOVEキングダム』
  - 個人賞
    - 原作・脚本賞：吾峠呼世晴
    - 監督・演出賞：新海誠
    - アニメーター賞：松島晃
    - 美術・色彩・映像賞：渡邊美希子
    - 音響・パフォーマンス賞：梶浦由記
- コンペティション部門
  - 長編部門
    - グランプリ・東京都知事賞：『マロナの幻想的な物語り』（アンカ・ダミアン）
    - 優秀賞：『カブールのツバメたち』（ザブー・ブレイトマン、エレア・ゴベー＝メヴェレック）

  - 短編部門
    - グランプリ・東京都知事賞：『娘』（ダリア・カシュチーヴァ）
    - 優秀賞：『トーマスおじさんの収支表』（レジーナ・ペソア）
    - 豊島区長賞：『イアン～物語は動き始めた～』（アビル・ゴールドファーブ）
- 功労部門（第16回）
  - プロデューサー：佐藤昭司
  - プロデューサー：中島順三
  - 脚本家：首藤剛志
  - アニメーター：中村和子
  - 撮影監督：白井久男
  - 色彩設計：小山明子
  - 作曲家：間宮芳生
  - 声優：池田晶子
  - 撮影機械等：（旧）株式会社セイキ

### 2021年
- アニメ オブ ザ イヤー部門
  - 作品賞
    - 劇場映画部門：『劇場版 ヴァイオレット・エヴァーガーデン』
    - TVシリーズ部門：『映像研には手を出すな!』

  - アニメファン賞：『アイドリッシュセブン Second BEAT！』
  - 個人賞
    - 原作・脚本部門：吉田玲子
    - 監督・演出部門：外崎春雄
    - アニメーター部門：松島晃
    - 美術・色彩・映像部門：渡邊美希子
    - 音響・パフォーマンス部門：梶浦由記
- コンペティション部門
  - 長編アニメーション
    - グランプリ・東京都知事賞：『ジョセップ』（オーレル）
    - 優秀賞：『ナウエルと魔法の本』（ヘルマン・アクーニャ）

  - 短編アニメーション
    - グランプリ・東京都知事賞：『棺』（ユアンチン・チン、ネイサン・クラボット、ホウジー・ファン、ミコワイ・ヤニウ、マンディンビ・ルボン、テオ・トラン・ゴック）
    - 優秀賞：『ショームの大冒険』（ジュリアン・ビサロ）
    - 豊島区長賞：『ランマニア』（ダリア・ストルベツォワ）
    - 学生賞：『The Balloon Catcher』（金子勲矩）
- 功労部門（第17回）
  - プロデューサー：鈴木敏夫
  - 原作者：さくらももこ
  - 脚本家：小山高生
  - 監督：富野由悠季
  - アニメーター：才田俊次
  - 編集：瀬山武司
  - スタジオシンガー：伊集加代
  - 声優：羽佐間道夫

### 2022年
- アニメ オブ ザ イヤー部門[14]
  - 作品賞
    - 劇場映画部門：『シン・エヴァンゲリオン劇場版』
    - TVシリーズ部門：『呪術廻戦』

  - アニメファン賞：『アイドリッシュセブン Third BEAT!』（第1クール）
  - 個人賞
    - 原作・脚本部門、監督・演出部門：庵野秀明
    - アニメーター部門：松島晃
    - 美術・色彩・映像部門：寺尾優一
    - 音響・パフォーマンス部門：梶浦由記、椎名豪
- コンペティション部門
  - 長編アニメーション
    - グランプリ・東京都知事賞：『マード 私の太陽』（ミハエラ・パヴラートヴァー）
    - 優秀賞：『ボブ・スピット－人間なんてクソくらえ－』（セザール・カブラル）

  - 短編アニメーション
    - グランプリ・東京都知事賞：『語らない思い出』（バスティアン・デュボア）
    - 優秀賞：『小さなカカシのものがたり』（ジョウ・ハオラン）
    - 豊島区長賞：『高野交差点』（伊藤瑞希）
    - 学生賞：『HIDE AND SEEK』（ペク・ギュリ）
- 功労部門（第18回）
  - アニメーション作家・プロデューサー：木下小夜子
  - 原作者：川崎のぼる
  - プロデューサー・監督：森下孝三
  - アニメーター・キャラクターデザイン：宮本貞雄
  - 人形美術家：保坂純子
  - イラストレーター・画家・歌手・舞台女優：水森亜土
  - 声優：飯塚昭三

### 2023年
- アニメ オブ ザ イヤー部門
  - 作品賞
    - 劇場映画部門：『ONE PIECE FILM RED』
    - TVシリーズ部門：『SPY×FAMILY』

  - アニメファン賞：『メカアマト』
  - 個人賞
    - 原作・脚本部門：吉田玲子
    - 監督・演出部門：谷口悟朗
    - アニメーター部門：亀田祥倫
    - 美術・色彩・映像部門：衛藤功二
    - 音響・パフォーマンス部門：Ado
- コンペティション部門
  - 長編アニメーション
    - グランプリ・東京都知事賞：『犬とイタリア人お断り』（アラン・ウゲット）
    - 優秀賞：『ティティナ』（カイサ・ネス）

  - 短編アニメーション
    - グランプリ・東京都知事賞：『国境』（クリスティアン・アレドンド・ナルバエス）
    - 優秀賞：『キツネの女王』（マリナ・ロセ）
    - 豊島区長賞：『月にスウィング』（マリー・ボルデソーレ、アドリアナ・ブジー、ナディーン・デ・ブール、エリザ・ドリク、クロエ・ラーズ、ヴァンサン・レブレーロ、ソレンネ・モロー）
    - 学生賞：『サカナ島胃袋三腸目』（若林萌）
- 功労部門（第19回）
  - プロデューサー：原徹
  - 脚本家：浦沢義雄
  - アニメーター：金山明博
  - メカニカルデザイナー：宮武一貴
  - 撮影監督・プロデューサー：八巻磐
  - 音響効果：倉橋静男
  - 声優・俳優：清川元夢

### 2024年
- アニメ オブ ザ イヤー部門
  - 作品賞
    - 劇場映画部門：『THE FIRST SLAM DUNK』
    - TVシリーズ部門：『【推しの子】』

  - アニメファン賞：『劇場版アイドリッシュセブン LIVE 4bit BEYOND THE PERiOD』
  - 個人賞
    - 原作・脚本部門：井上雄彦
    - 監督・演出部門：井上雄彦
    - アニメーター部門：本田雄
    - 美術・色彩・映像部門：中沢大樹
    - 音響・パフォーマンス部門：YOASOBI
- 功労部門（第20回）
  - プロデューサー：加藤俊三
  - 原作者：鳥山明
  - 脚本家：富田祐弘
  - 監督：髙橋良輔
  - アニメーター：関修一
  - 作曲家・ミュージシャン：大野雄二
  - 声優：古川登志夫
  - デュプロシステム株式会社・山本力（トレスマシンの設計・製作に対して）

### 2025年
- アニメ オブ ザ イヤー部門[15]
  - 作品賞
    - 劇場映画部門：『ルックバック』
    - TVシリーズ部門：『葬送のフリーレン』

  - アニメファン賞：『鬼太郎誕生 ゲゲゲの謎』
  - 個人賞
    - 原作・脚本部門：吉野弘幸
    - 監督・演出部門：押山清高
    - アニメーター部門：谷田部透湖
    - 美術・色彩・映像部門：市岡茉衣
    - 音響・パフォーマンス部門：Evan Call
- 功労部門（第21回）[16]
  - プロデューサー：岩崎正美
  - プロデューサー：吉井孝幸
  - アニメーター：友永和秀
  - 色彩設計：野中幸子
  - 編集：掛須秀一
  - 音楽監督：鈴木清司
  - 声優：堀内賢雄